# Aldo Piromalli
Aldo Piromalli (Roma, 9 gennaio 1946 – Amsterdam, 6 giugno 2024) è stato un poeta e artista italiano.

## Biografia
(Aldo Piromalli da Un uccello nel guscio, Carella Editore, 1971, Amsterdam)
(Aldo Piromalli da Viaggio, (Tristram da Cunha, 1976, Roma)
Aldo Piromalli nacque al Tufello, allora borgata all'estrema periferia di Roma, da famiglia calabrese.
Manifestò capacità artistiche fin da giovanissimo (la sua prima poesia nota fu scritta 1957) e divenne presto un protagonista della scena beat romana di metà anni Sessanta. 
In quel periodo girò l'Europa in autostop e sviluppò la sua vena creativa partecipando a svariate pubbliche letture di poesia, tra cui alcuni al Beat '72, insieme a Carlo Silvestro.
Nel 1971 fu condannato ad una pena detentiva nel carcere romano di Regina Coeli, per il possesso di un grammo di marijuana.
Nello stesso anno pubblicò Un uccello nel guscio (Carella Editore, Roma), antologia dei suoi testi curata da Simone Carella e Bruno Di Bitonto, nella quale venne raccolta anche una serie di poesie scritte in prigione.
Scarcerato, si rifugiò nei Paesi Bassi, dopo la minaccia di un ricovero in una struttura psichiatrica. Si stabilì definitivamente ad Amsterdam, dove iniziò un'attività di traduttore, designer underground e artista di strada, esibendosi in letture improvvisate in alcuni noti locali alternativi della città, tra cui il Paradiso e il Melkweg. 
Nel 1976 pubblicò la raccolta Viaggio (Tristram da Cunha, Amsterdam), un diario dove descrisse, in poesia, i suoi pellegrinaggi in autostop, redatto tra Roma ed Amsterdam nel 1967, con una breve introduzione di Bruno Corà.
Nel 1978 Giulio Tedeschi curò la pubblicazione di Un quartiere nel cielo (Tampax Editrice, Torino).
Il 4 aprile 1979 partecipò all'esibizione collettiva presso il De Appel Arts Centre di Amsterdam intitolata Open Avond, leggendo vari testi in inglese intitolati Words within words.

Performance di Allen Ginsberg e Peter Orlovsky al Festival dei internazionale dei poeti sulla spiaggia di Castelporziano, 1979

Tornò brevemente in Italia, approfittando di un indulto della pena, nell'estate 1979, per partecipare al Festival internazionale dei poeti di Castelporziano (28,29 e 30 giugno), dove lesse due sue composizioni, tra cui il poema spontaneo Affanculo che generò un certo scalpore regalandogli una breve ed insperata notorietà.
Nel 1980 coordinò la redazione di Amsterdam della rivista di nuova poesia Camion. In quel periodo collaborò in modo amichevole anche con Simon Vinkenoog, considerato il maggiore rappresentante della beat generation olandese e tentò di aprire una scuola di poesia denominata "School of Analphabetica".

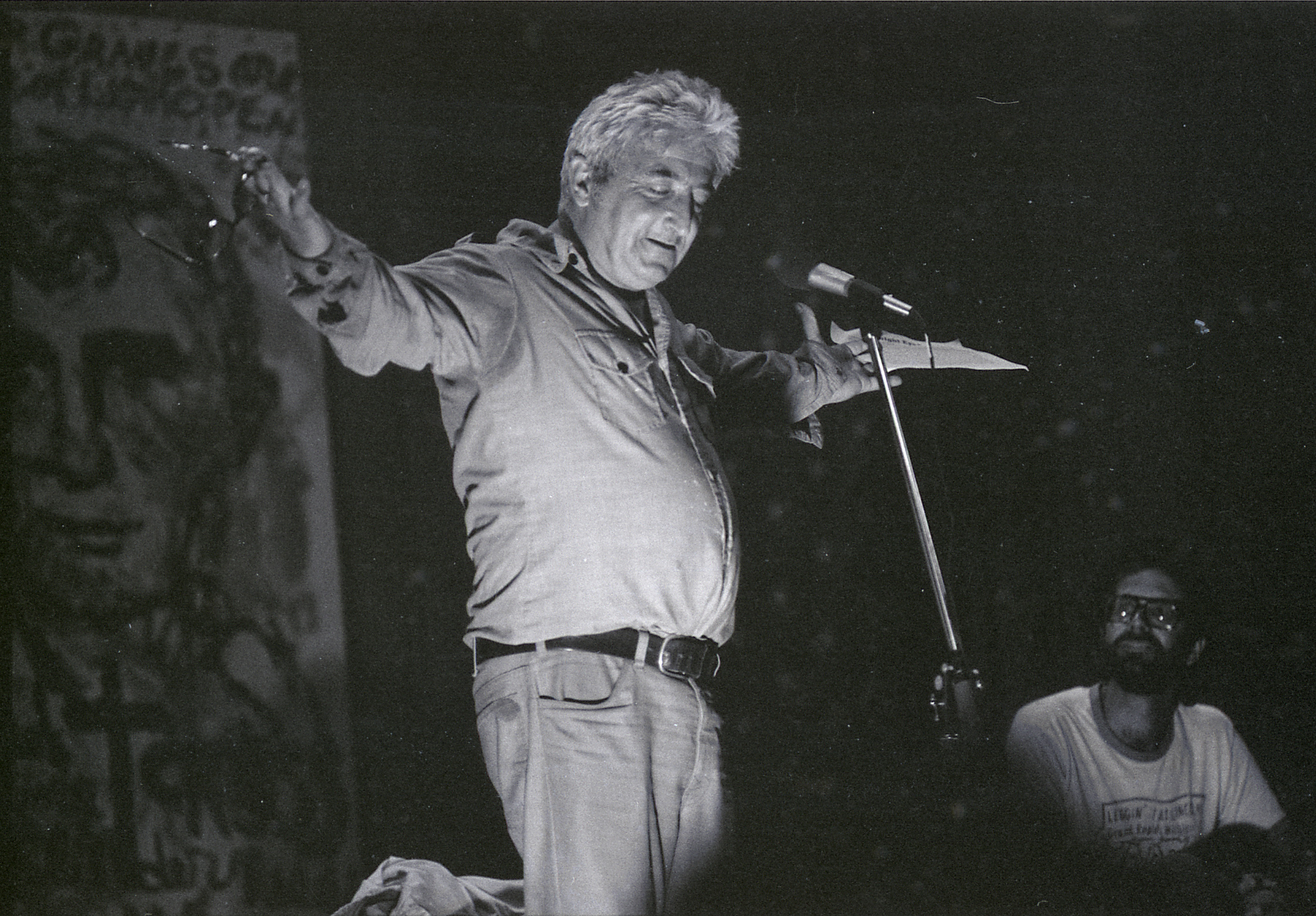
Jack Micheline

Nel 1982 il poeta beat statunitense Jack Micheline, in quel periodo momentaneamente residente ad Amsterdam, lo indicò come poeta di strada molto noto, durante un'intervista rilasciata all'editore/poeta statunitense Eddie Woods, a cui dichiarò: "Abbiamo un poeta di strada in giro qui, Aldo Piromalli, un italiano che legge le sue poesie sempre e ovunque. L'ho visto in Vondel Park, per esempio, solo a piedi, si avvicina a un paio di persone sedute su una panchina, inizia a leggere loro una poesia, perché sente di avere qualcosa da comunicare. E prima che tu te ne accorgi, altre persone si fermano e subito gli si raduna un pubblico intorno".
Nello stesso anno partecipò, non invitato e in modo informale, al One World Poetry Festival, incontro internazionale di poesia svolto al Milky Way Multimedia 
Center di Amsterdam.
Molto noto nella comunità artistica multietnica di Amsterdam, Piromalli continuò, negli anni, ad effettuare performance e reading, autoproducendosi per mezzo di due case editrici alternative da lui create, la Free Bird Press e la Procustus Press.
Nel 2000 donò il suo archivio artistico (costruito tra il 1967 e il 1991) all'International Institute of Social History di Amsterdam. Altri suoi materiali creativi inoltre, vennero raccolti presso il museo Casabianca di Malo (Vicenza).
Tra il 5 ottobre e il 4 novembre 2001 partecipò alla mostra collettiva Madness Show: ousider art meets regular art, presso la Galleria Tent di Rotterdam, insieme a Ben Augustus, Hein Dingemans e Chris Hipkiss. 
Alcuni degli ultimi lavori grafici vennero poi esposti nella mostra collettiva Outsider Art from the Netherlands/ Holland 2010 presso il Kunsthaus Kannen (Museum fur Outsider Art und Art Brut) di Münster.
Una copia della novella grafica Psychiatry, or Death of the Soul fu inserita nella raccolta Psyche and Muse presso la Beinecke Rare Book and Manuscript Library dell'Università Yale.
Dal 2011 la sua pluridecennale attività di mail art suscitò l'interesse di due progetti artistici: il Museo dell'arte contemporanea italiana in esilio di Cesare Pietroiusti, in collaborazione con Alessandra Meo, Mattia Pellegrini e Davide Ricco, ed EXILE di Dora Garcia.
Nel 2024 alcuni suoi volumi di poesia e opere figurative vennero ospitate nella mostra POP BEAT ITALIA 1960-1979 presso la Basilica Palladiana a Vicenza (https://www.mostrapopbeat.it/). Nel catalogo relativo (edito da Silvana editoriale) fu inserito anche il saggio di Alessandro Manca dal titolo: "La letteratura underground italiana. I beats (Aldo Piromalli, Gianni Milano, Andrea D'Anna) e l'Antigruppo" (https://www.silvanaeditoriale.it/exhibition/1059/mostra-pop-beat-italia-vicenza-). 

## Opere (estratto)
- Un uccello nel guscio, raccolta di poesie (Carella Editore, 1971, Roma)
- Viaggio, raccolta di poesie (Tristram da Cunha, 1976, Amsterdam)
- Psychiatry, or Death of the Soul, novella grafica (Vrije Vogel Press, 1977, Amsterdam)
- Un quartiere nel cielo, raccolta di poesie (Tampax Editrice, 1978, Torino)
- Sono figlio di nebbie e di primi autotreni, Poesie 1957-1979 - A cura di Alessandro Manca e Lorenzo Spurio (Sensibili alle foglie, 2023, Roma) https://www.libreriasensibiliallefoglie.com/home/467-sono-figlio-di-nebbie-e-di-primi-autotreni.html